# Замок Мертола
Замок Мертола (порт. Castelo de Mértola) — средневековая крепость в Португалии в поселке Мертола, округ Бежа. Расположен у места слияния рек Оэйраш и Гвадиана, ныне — часть туристического региона «Золотая равнина».

## История
Окрестности Мертолы с древности представляют собой важный торговый регион, посещаемый финикийцами и карфагенянами благодаря слиянию здесь речных и сухопутных путей юга полуострова. Первое историческое упоминание о поселении в этих местах встречается в «Хронике свевов» епископа Идация, где под 440 годом говорится о неком военном поселении под названием Миртилис Юлия.

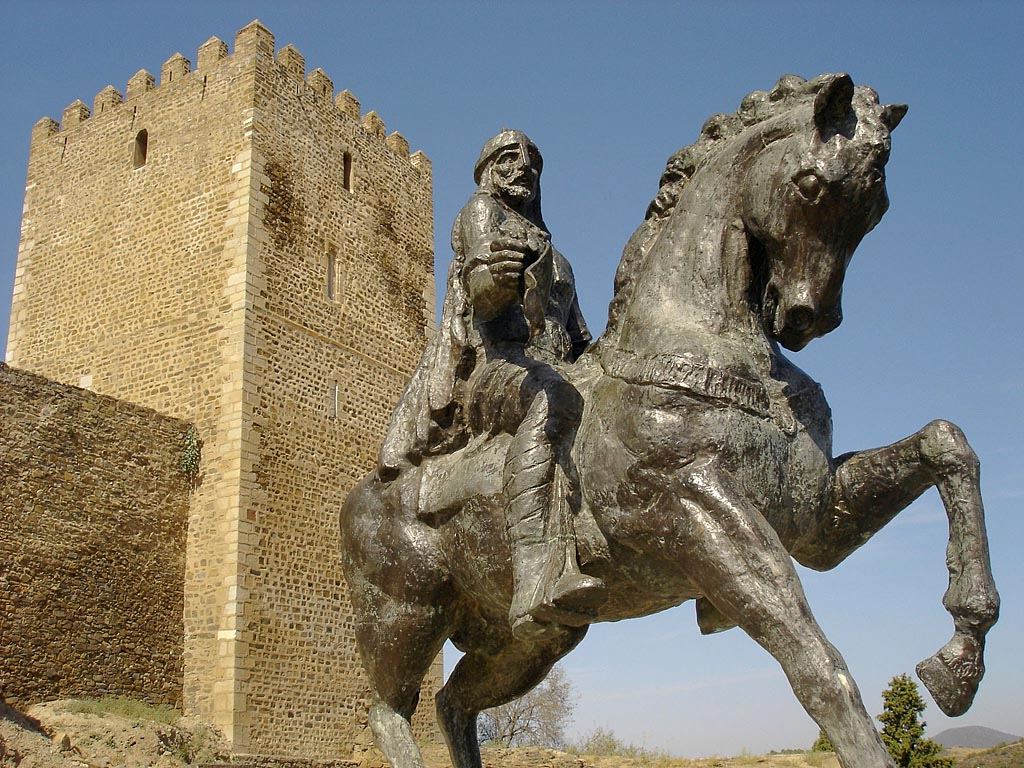
Конная статуя Ибн-Каси на фоне донжона замка.

С VIII века окрестности Мертолы были заняты мусульманами, перестроившими военное поселение в процветающий торговый поселок. Упоминания об укреплении поселка встречаются в источниках конце IX века. С учетом этого считается, что замок в Мертоле — один из сильнейших в регионе — был возведен между 930 и 1031 годами. С падением Кордовского халифата (1031) Мертола ненадолго стала независимой тайфой, пока не была завоевана правителем Севильи Аль-Мутамидом. Столетие спустя, между 1144 и 1151 годами, Мертола вновь обрела независимость, в этот период были построены новые оборонительные сооружения под руководством правителя Ибн-Каси (1144—1151). В 1171 году, уже под властью халифата Альмохадов, форт был расширен, а в 1184 году получил еще одни ворота с башней.
Во время Реконкисты силы короля Саншу II (1223—1248) продвинулись на юг вдоль берега реки Гвадиана и заняли Мертолу (на правом берегу реки) и Айямонте (на левом берегу) (1238). Мертола была подарена Ордену Сантьяго в лице их Великого магистра, Пайо Переса Коррейи (1239). Коррейя получил в своё ведение и ряд замков к югу от Мертолы (Алкасер-ду-Сал, Алжустрел и другие), сделав поселок своей штаб-квартирой. В 1254 году Мертола получила статус города. К этому времени относится строительство донжона замка (1292) под руководством мастера Жуана Фернандеша. Донжон и крепость в целом стали резиденцией генерал-капитана Мертолы в XVI веке.
Во время правления короля Диниша I (1279—1325) замок был перестроен и расширен, работы продолжили Афонсу IV (1325—1357), Педру I (1357—1367) и Фернанду I (1367—1383).

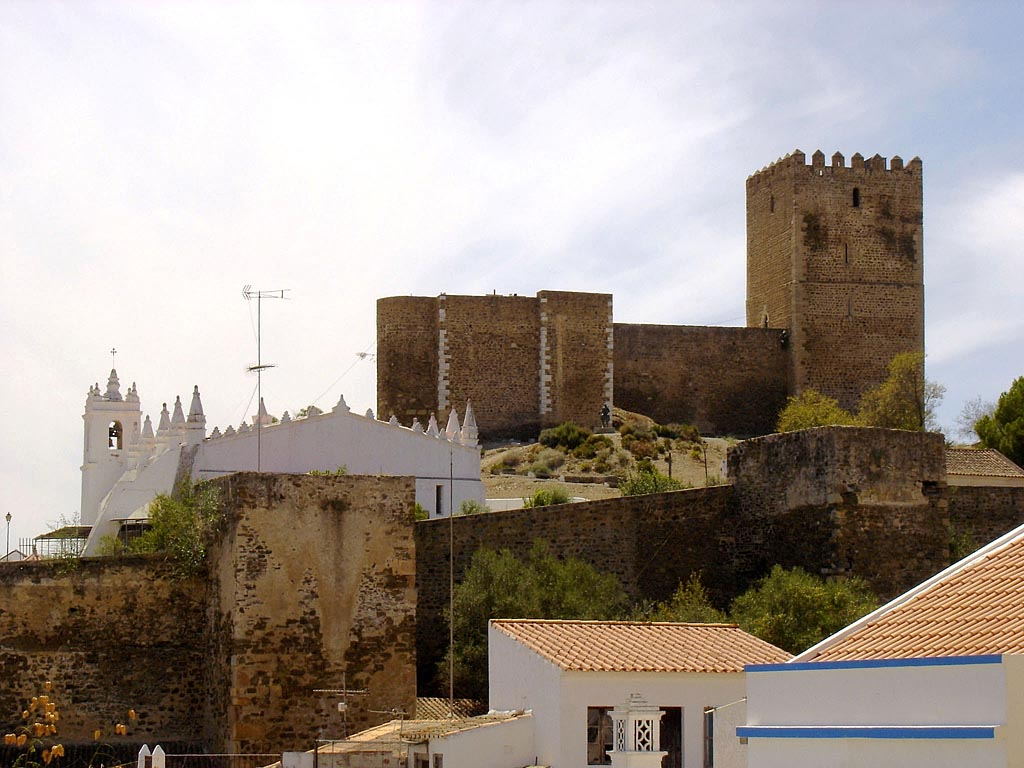
Замок Мертола крупным планом (слева - городская мечеть).

Несмотря на своё стратегическое расположение в южной части Португалии, Мертола и её замок потерял значение в эпоху великих географических открытий. Так, к 1758 году замок лишился гарнизона, а замковые укрепления стали приходить в запустение.
В XIX веке экономика региона стала возрождаться за счет добычи поблизости в Санто-Доминго меди.
В середине XX века замок был объявлен национальным памятником, что привело к началу реставрационных работ. На сегодняшний день Мертола является ценным туристическим объектом, а также имеет историческую ценность. Археологи выделяют в облике Мертолы три культурных ядра: свидетельства римского господства, наследие вестготов (включающее в числе прочих объектов христианскую базилику) и мусульман.

## Архитектура
Замок занимает площадь около 2000 м² и сочетает элементы романского и готического стилей. На сегодня в наилучшем виде сохранились участки внешних стен, которые окружали поселение, укрепленные башенками, и внутренний периметр замка с двумя башнями.
Донжон четырехугольной формы, увенчан зубцами, имеет прочную основу и возносится на тридцать футов в высоту. Доступ внутрь замка осуществляется через ворота с остроконечной аркой. В настоящее время внутри донжона находится ценная коллекция петроглифов римских и вестготских времен, а также камни с надписями на арабском и португальском языках периода ранее XVIII века.